# 前473年
| 千纪： | 前1千纪 |
| 世纪： | 前6世纪 \| 前5世纪 \| 前4世纪 |
| 年代： | 前500年代 \| 前490年代 \| 前480年代 \| 前470年代 \| 前460年代 \| 前450年代 \| 前440年代 |
| 年份： | 前478年 \| 前477年 \| 前476年 \| 前475年 \| 前474年 \| 前473年 \| 前472年 \| 前471年 \| 前470年 \| 前469年 \| 前468年                                                                                    |
| 纪年： | 周元王三年 魯哀公二十二年 齐平公八年 晉出公二年 赵襄子三年 秦厉共公四年 楚惠王十六年 宋景公四十四年 卫出公后四年 蔡成侯十八年 郑声公二十八年 燕孝公二十年 吴王夫差二十三年 越王勾践二十四年 杞湣公十四年 |

## 大事記
- 邾隱公由齊國奔越國，越國派兵強送他歸國復位，其子邾桓公革奔越。
- 越王勾踐興兵攻破吳國首都姑蘇，吳國滅亡。

## 逝世
- 吳王夫差。
- 伯嚭，根据《史记》。根据《左传》，伯嚭没有被越王勾践杀死，而且还做了越国的太宰；前471年，鲁国季孙肥曾贿赂伯嚭。